# Pernilla August
Mia Pernilla August (Stockholm, 13 februari 1958) is een Zweeds actrice, regisseur en scenarioschrijver.

## Biografie
Pernilla August werd als Mia Pernilla Hertzman-Ericson in 1958 geboren in Stockholm. August begon op jonge leeftijd te acteren in theater en op school. Haar professionele acteercarrière begon in 1975 toen regisseur Roy Andersson haar in de film Giliap een kleine rol gaf, gevolgd in 1979 door films van andere regisseurs zoals Vilgot Sjöman en Lasse Hallström. Ze volgde acteerstudies aan de Zweedse National Academy of Mime en in Stockholm van 1979 tot 1982. Voordat ze haar studie afrondde, trok ze de aandacht van Ingmar Bergman, die haar castte in zijn film Fanny and Alexander (1982), waar ze de oppas speelde in het geromantiseerde portret van de regisseurs jeugd. Dat was het begin van twee decennia van samenwerking, waarbij August verschillende internationale prijzen behaalde. Ze speelde onder andere in de miniserie Den goda viljan (1991), waarin ze de moeder van Bergman portretteerde en haar tweede echtgenoot, regisseur Bille August leerde kennen, en de tv-producties Enskilda samtal (1996), geregisseerd door Liv Ullmann en Bergmans eigen toneelstuk Larmar och gör sig till (1997). August won de Guldbagge-prijs voor beste actrice en de prijs voor beste actrice op het filmfestival van Cannes voor haar rol in Den goda viljan en in 2000 de Guldbagge-prijs voor beste vrouwelijke bijrol in Där regnbågen slutar.
Vanaf 1981 speelde ze bij het Kungliga Dramatiska Teatern in Stockholm, in verschillende toneelstukken van Ingmar Bergman. Ze speelde Ophelia in Hamlet van Shakespeare (1986), August Strindbergs Ett drömspel (1986), Nora in Et dukkehjem van Henrik Ibsen (1989), Hermione in Bergmans speciale versie van The Winter's Tale (1994), de titelrol in Schillers Mary Stuart (2000) en Helene Alving in Ibsens Gengangere (2002). Ze werkte ook samen met de Russische regisseur Jurij Ljubimov voor Aleksandr Poesjkins Een feest tijdens de pest (1996). In 1983-84 werkte ze bij het Folkteatern in Gävleborg samen met regisseur Peter Oskarson in Anton Tsjechovs Drie zusters. In 2002 ontving ze de Zweedse koninklijke onderscheiding Litteris et Artibus. In 2008 trad ze op in het toneelstuk Steel Magnolias in Stockholm.
Buiten Zweden werd August vooral bekend door haar rol in Star Wars: Episode I en Star Wars: Episode II als Shmi Skywalker, de moeder van Anakin Skywalker.
In 2005 maakte August haar regiedebuut met de kortfilm Blindgångare. In 2010 schreef en regisseerde August haar eerste speelfilm Svinalängorna met Ola Rapace en Noomi Rapace in de hoofdrollen. De film werd geselecteerd als Zweedse inzending voor de Oscar voor beste niet-Engelstalige film voor de 84ste Oscaruitreiking en won verscheidene prijzen waaronder de Guldbagge-prijs voor beste regie en de Filmprijs van de Noordse Raad.

### Privéleven
August was twee maal getrouwd waarna ze telkens haar achternaam veranderde. Ze huwde een eerste maal in 1982 met Klas Östergren en ze hebben samen een dochter, Agnes Östergren, een scenografe. Het koppel scheidde in 1989 en ze hertrouwde in 1991 met Bille August. Uit het huwelijk, dat eindigde in 1997, heeft ze twee dochters, Alba August en Asta August, beiden actrice.

## Filmografie
- 1975: Giliap
- 1979: Linus eller Tegelhusets hemlighet
- 1981: Tuppen
- 1982: Fanny en Alexander
- 1983: Alfred Nobel - Mr Dynamite
- 1983: Herr Sleeman kommer (tv-toneelstuk)
- 1984: Hur ska det gå för Pettersson? (tv-toneelstuk)
- 1984: Blomsterbudet
- 1985: Den tragiska historien om Hamlet – prins av Danmark (tv-serie)
- 1986: Ormens väg på hälleberget
- 1987: Ägget
- 1989: Vildanden (tv-toneelstuk)
- 1989: Den döende dandyn
- 1991: Den goda viljan (tv-miniserie)
- 1993: The Young Indiana Jones Chronicles (tv-serie)
- 1995: En nämndemans död
- 1996: Enskilda samtal (tv-miniserie)
- 1996: Jerusalem
- 1997: Larmar och gör sig till (tv-toneelstuk)
- 1997: Den sista yankeen
- 1997: Persons parfymeri (tv-serie)
- 1998: Glasblåsarns barn
- 1998: Kök
- 1998: Sista kontraktet
- 1999: Där regnbågen slutar
- 1999: Star Wars: Episode I: The Phantom Menace
- 1999: Offer och gärningsmän
- 1999: Maria, Jesu moder
- 2000: Ljuset håller mig sällskap
- 2000: Gossip
- 2000: Födelsedagen
- 2000: Dinosaur (stem van Plio)
- 2000: Anna
- 2001: Hr.Boe & Co.'s Anxiety
- 2001: Sprängaren
- 2002: En kärleksaffär
- 2002: Star Wars: Episode II: Attack of the Clones
- 2002: I Am Dina
- 2002: Alla älskar Alice
- 2002: Karlsson på taket
- 2003: Om jag vänder mig om
- 2003: Heliga Birgitta 1303-1373
- 2003: Detaljer
- 2003: Eiffeltornet
- 2003: Jag kommer hem igen till jul - En julkonsert
- 2003: Håkan Bråkan (tv-serie)
- 2004: Rancid
- 2004: Dag och natt
- 2004: Howl's Moving Castle (stem)
- 2005: Blindgångare (kortfilm, regie)
- 2005: Drabet
- 2005: Doxa
- 2005: Mun mot mun
- 2006: Den som viskar
- 2006: Sök
- 2007: Flickan och räven
- 2007: Föreställningar (tv-serie)
- 2007: Elias och kungaskeppet
- 2009: Kenny Begins
- 2009: Miss Kicki
- 2009: Det enda rationella
- 2010: Svinalängorna (regie en scenario)
- 2011: Star Wars: The Clone Wars (televisieserie)
- 2011: Far til fire - tilbage til naturen
- 2012: Dom över död man
- 2012: Hamilton – I nationens intresse
- 2012: Call Girl
- 2014: Gentlemen
- 2016: Den allvarsamma leken
- 2017: Arvingerne (televisieserie)
- 2020: Efterforskningen (The Investigation) (televisieserie)

## Prijzen en nominaties
De belangrijkste:
| Jaar | Prijs     | Categorie                | Film                 | Uitslag  |
| ---- | --------- | ------------------------ | -------------------- | -------- |
| 2011 | Guldbagge | Beste regie              | Svinalängorna        | Gewonnen |
| 2000 | Guldbagge | Beste vrouwelijke bijrol | Där regnbågen slutar | Gewonnen |
| 1992 | Guldbagge | Beste actrice            | Den goda viljan      | Gewonnen |